# Sina Schielke

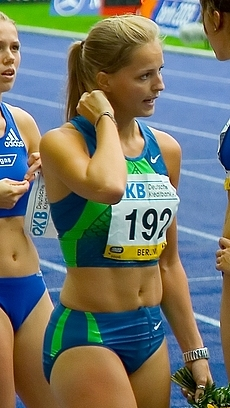
Sina Schielke beim ISTAF 2006 in Berlin

Sina Schielke (* 19. Mai 1981 in Herdecke) ist eine ehemalige deutsche Leichtathletin, die mehrmals Deutsche Meisterin, Junioreneuropameisterin sowie mit der Staffel Juniorenweltmeisterin und Vizeeuropameisterin im Sprint war.

## Leben
Von 1999 bis 2004 war Schielke Mitglied beim Leichtathletikverein LG Olympia Dortmund, seit 2005 startete sie für den TV Wattenscheid 01 Leichtathletik.
Während ihrer Karriere war sie an der Herausgabe eines Laufbuchs für Frauen beteiligt, zudem gelegentlich Gast bei Fernsehsendungen wie der Anke-Late-Night-Show und ließ sich für das Dezemberheft 2005 des Playboy sowie für Maxim und Max ablichten.
Nach dem Leistungssport begann sie zunächst 2009 eine Ausbildung für den gehobenen Polizeidienst, den sie aber nach einem Jahr abbrach und 2010 zu einer Ausbildung zur Immobilienkauffrau wechselte. Sie arbeitete seit Mai 2012 als Bezirksleiterin einer Landesbausparkasse. 2015 gründete sie mit Familienmitgliedern und anderen Kollegen das Immobiliencenter Herne, wo sie selbständige Beraterin im Bereich Baufinanzierung arbeitet. Daneben ist sie zusätzlich noch Sportlehrerin an einer Grundschule.
Sina Schielke lebt mit ihren zwei Töchtern und ihrem Lebensgefährten in Herdecke. Der Vater ihrer ältesten Tochter (* 2008) ist der ehemalige Hürdenläufer Thomas Goller.

## Sportliche Karriere

### Frühe Erfolge
Sina Schielke wurde 1999 dreifache Junioreneuropameisterin und zur Juniorsportlerin des Jahres gewählt. Im folgenden Jahr gewann die 1,69 m große Sprinterin bei den Juniorenweltmeisterschaften, für die sie auf eine eventuelle Staffelteilnahme bei den Olympischen Spielen 2000 verzichtete, den Vizeweltmeistertitel über 200 Meter hinter der späteren Olympiasiegerin und Weltmeisterin Veronica Campbell-Brown. Mit der Staffel gewann sie die Goldmedaille und wurde dafür wiederum Juniorsportlerin des Jahres, diesmal mit der Mannschaft.
2001 gelang ihr sogleich der Durchbruch bei den Erwachsenen zu auch international bemerkenswerten Zeiten (100 Meter: 11,24 s, 200 Meter: 22,78 s), sie gewann ihren ersten deutschen Meistertitel in der Halle, belegte zwei dritte Plätze bei den Deutschen Freiluftmeisterschaften und war bei den U23-Europameisterschaften mit dem Titelgewinn über 100 Meter und Platz zwei über 200 Meter erfolgreich.

### Verletzungsmisere
Im selben Jahr begann eine neunjährige Abfolge von Verletzungen, die Schielkes Karriere regelmäßig behinderten und ihr nur wenige Rennen erlaubten. Ein Muskelfaserriss vor den Weltmeisterschaften in Edmonton im Jahr 2001 verhinderte ihre Teilnahme und die etwaige Mitgliedschaft in der dortigen Goldstaffel. 2002 steigerte sie sich nach mäßiger Hallensaison beim DLV-Meeting in Dortmund auf ihre Bestzeit von 11,16 s und besiegte dabei die Weltmeisterin des kommenden Jahres Kelli White. Der nächste Muskelfaserriss vor den Europameisterschaften in München bedeutete zwar diesmal nicht das Aus für das Großereignis der Saison, aber Schielke kam dort im Einzel nur ins Halbfinale über 100 Meter, gewann aber immerhin mit der Staffel hinter den Französinnen Silber, ihre einzige internationale Medaille bei den Erwachsenen. Das Jahr 2003 begann mit dem Sieg bei den Deutschen Hallenmeisterschaften in der neuen Bestzeit von 7,19 s, die Sommersaison wurde jedoch durch Verletzungen verdorben. Bei ihrem Comeback im Sommer 2004 erreichte sie wieder ihre alte Leistungsstärke (100 Meter: 11,21 s), vor Olympia trat aber eine hartnäckige Plantarsehnenverletzung auf. Das Resultat war ein Ausscheiden im Vorlauf in Athen im Einzel und der Staffel, die anschließende Verletzungspause verlängerte sich durch den Riss der angeschlagenen Plantarsehne im Juni 2005 und erst Juli 2006 kehrte die Athletin mit einigen bescheidenen Resultaten auf die Laufbahn zurück.
In der Hallensaison 2007 war Sina Schielke wieder obenauf und gewann den deutschen Meistertitel, schied dann aber bei den Halleneuropameisterschaften in Birmingham mit enttäuschenden 7,38 s im Vorlauf aus. In der Freiluftsaison fand ihre Verletzungskarriere eine Fortsetzung, einem bemerkenswerten Sieg über die Europarekordlerin Christine Arron im B-Lauf des Europacups in München in 11,21 s folgte die Absage der Deutschen und der Weltmeisterschaften wegen Problemen mit den Faszien, eine Operation folgte im August. Eine Schwangerschaft bedeutete den Verzicht auf ihre Olympiateilnahme 2008, im Juli dieses Jahres brachte sie ihre Tochter zur Welt. Erstmals gelang es der Sprinterin nicht auf international konkurrenzfähigem Niveau zurückzukehren. Unter anderem durch eine langwierige Kehlkopfentzündung in der Vorbereitung behindert verschob sie mehrfach ihren Einstand in die Freiluftsaison 2009, um in wenigen Rennen chancenlos gegen die nationale Konkurrenz zu sein. Als Ende des Jahres wieder Achillessehnenschmerzen auftraten, beendete Sina Schielke ihre sportliche Karriere.
Sina Schielke verpasste alle fünf Freiluftweltmeisterschaften ihrer aktiven Karriere wegen Verletzungen. Den Grund für diese Misere kommentierte Schielke selbst, indem sie feststellte, dass sie „zu früh zu schnell gemacht wurde“, woraus ihre spätere Verletzungsanfälligkeit resultierte.

### Titel
- 1999: Junioreneuropameisterin (100, 200 m, 4 × 100 m)
- 2000: Vizejuniorenweltmeisterin (200 m), Juniorenweltmeisterin (4 × 100 m)
- 2001: Deutsche Hallenmeisterin (60 m), U23-Europameisterin (100 m), U23-Vizeeuropameisterin (200 m), Deutsche Meisterin (4 × 100 m)
- 2002: Deutsche Meisterin (100 m, 4 × 100 m), Vizeeuropameisterin (4 × 100 m)
- 2003: Deutsche Hallenmeisterin (60 m)
- 2004: Deutsche Meisterin (100, 200 m, 4 × 100 m)
- 2007: Deutsche Hallenmeisterin (60 m)

### Persönliche Bestleistungen
- 100 m: 11,16 s, 6. Juni 2002 in Dortmund
- 200 m: 22,78 s, 16. Juni 2001 in Mannheim